# Heiden (architettura)
Un heiden (幣殿?, sala offertorio) è la parte all'interno di un composto del santuario shintoista usato per ospitare le offerte. Normalmente consiste in una sezione di collegamento che collega l'honden (il santuario chiuso al pubblico) all’haiden (oratorio). Se il santuario è costruito secondo lo stile Ishi-no-ma-zukuri, il suo pavimento di pietra è più basso del pavimento delle altre due stanze e viene chiamato ishi-no-ma (石の間?, stanza di pietra), da qui il nome. Può anche essere chiamato chūden (中殿?) o in altri modi, e la sua posizione può a volte variare. Nonostante il suo nome, al giorno d'oggi è usato soprattutto per i rituali.